# Esgrima nos Jogos Pan-Americanos de 2019 - Florete por equipes masculino
A competição de florete por equipes masculino foi um dos eventos da esgrima nos Jogos Pan-Americanos de 2019, em Lima. Foi disputada no Centro de Convenções de Lima no dia 9 de agosto.

## Calendário
Horário local (UTC-5).
| Data        | Horário | Fase                |
| ----------- | ------- | ------------------- |
| 9 de agosto | 9:00    | Quartas de final    |
| 9 de agosto | 11:00   | Semifinal           |
| 9 de agosto | 12:00   | 5º ao 8º lugar      |
| 9 de agosto | 15:00   | Disputa pelo bronze |
| 9 de agosto | 16:30   | Final               |

## Medalhistas
| Ouro   | USA Gerek Meinhardt Race Imboden Nick Itkin           |
| Prata  | BRA Guilherme Toldo Heitor Shimbo Henrique Marques    |
| Bronze | CAN Eli Schenkel Maximilien Van Haaster Mikhail Sweet |

## Resultados
|  | Quartas de final | Quartas de final   | Quartas de final |            |                | Semifinal          | Semifinal           | Semifinal           |                     |  | Final | Final              | Final |
|  |                  |                    |                  |            |                |                    |                     |                     |                     |  |       |                    |       |
|  | 1                | USA Estados Unidos | 45               |            |                |                    |                     |                     |                     |  |       |                    |       |
|  | 8                | ARG Argentina      | 12               |            |                |                    |                     |                     |                     |  |       |                    |       |
|  | 8                | ARG Argentina      | 12               |            | 1              | USA Estados Unidos | 45                  |                     |                     |  |       |                    |       |
|  |                  |                    |                  |            | 1              | USA Estados Unidos | 45                  |                     |                     |  |       |                    |       |
|  |                  | 4                  | COL Colômbia     | 22         |                |                    |                     |                     |                     |  |       |                    |       |
|  | 5                | 4                  | COL Colômbia     | 22         | PUR Porto Rico | 37                 |                     |                     |                     |  |       |                    |       |
|  | 5                |                    |                  |            | PUR Porto Rico | 37                 |                     |                     |                     |  |       |                    |       |
|  | 4                | COL Colômbia       | 45               |            |                |                    |                     |                     |                     |  |       |                    |       |
|  |                  |                    |                  |            |                |                    |                     |                     |                     |  | 1     | USA Estados Unidos | 45    |
|  |                  |                    | 3                | BRA Brasil | 23             |                    |                     |                     |                     |  |       |                    |       |
|  | 3                | BRA Brasil         | 45               |            |                |                    |                     |                     |                     |  |       |                    |       |
|  | 6                | MEX México         | 31               |            |                |                    |                     |                     |                     |  |       |                    |       |
|  | 6                | MEX México         | 31               |            | 3              | BRA Brasil         | 45                  |                     |                     |  |       |                    |       |
|  |                  |                    |                  |            | 3              | BRA Brasil         | 45                  |                     |                     |  |       |                    |       |
|  |                  | 2                  | CAN Canadá       | 43         |                |                    | Disputa pelo bronze | Disputa pelo bronze | Disputa pelo bronze |  |       |                    |       |
|  | 7                | PER Peru           | 38               |            |                |                    | 4                   | COL Colômbia        | 29                  |  |       |                    |       |
|  | 2                | CAN Canadá         | 45               |            |                |                    |                     |                     |                     |  | 2     | CAN Canadá         | 45    |

### Disputa do 5º   ao 8º lugar
|  | Classificação | Classificação  | Classificação |  |  | Diputa pelo 5º lugar  | Diputa pelo 5º lugar  | Diputa pelo 5º lugar  |
|  |               |                |               |  |  |                       |                       |                       |
|  | 8             | ARG Argentina  | 45            |  |  |                       |                       |                       |
|  | 5             | PUR Porto Rico | 43            |  |  |                       |                       |                       |
|  |               |                |               |  |  | 8                     | ARG Argentina         | 45                    |
|  |               |                |               |  |  | 6                     | MEX México            | 30                    |
|  | 6             | MEX México     | 45            |  |  |                       |                       |                       |
|  | 7             | PER Peru       | 32            |  |  | disputa pelo 7º lugar | disputa pelo 7º lugar | disputa pelo 7º lugar |
|  |               |                |               |  |  | 5                     | PUR Porto Rico        | 45                    |
|  |               |                |               |  |  | 7                     | PER Peru              | 26                    |

## Classificação final
| Colocação         | Nacionalidade      | Atleta                                                    |
| ----------------- | ------------------ | --------------------------------------------------------- |
| Medalha de ouro   | USA Estados Unidos | Gerek Meinhardt Race Imboden Nick Itkin                   |
| Medalha de prata  | BRA Brasil         | Guilherme Toldo Heitor Shimbo Henrique Marques            |
| Medalha de bronze | CAN Canadá         | Eli Schenkel Maximilien Van Haaster Mikhail Sweet         |
| 4                 | COL Colômbia       | Daniel Sconzo Santiago Niño Dimitri Roa                   |
| 5                 | ARG Argentina      | Nicolas Marino Augusto Servello Santiago Lucchetti        |
| 6                 | MEX México         | Leandro May Carlos Esteban Cabello Jhonnatan Morales      |
| 7                 | PUR Porto Rico     | Cesar Luis Lopez Carlos Manuel Rodriguez Sebastian Flores |
| 8                 | PER Peru           | Joaquin Santaria Federico Sifuentes Marcio Orihuela       |